# Tiwanaku

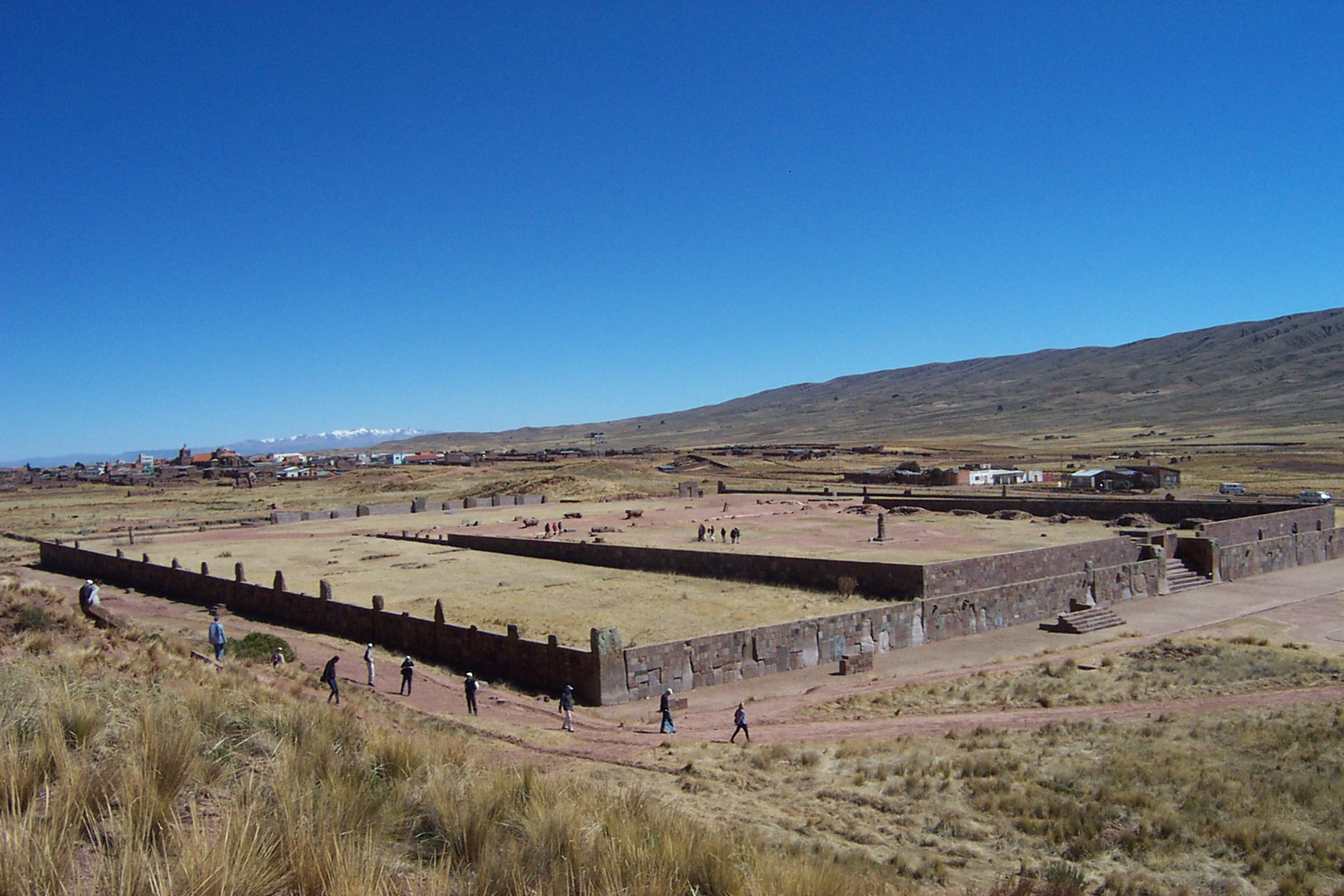
Restes d'un edifici Tiwanaku

Tiwanaku o Tiahuanaco és el recinte arqueològic més important de Bolívia i un dels més destacats d'Amèrica del Sud. Coneguda com la "Ciutat del sol" o "Ciutat dels Déus", és al mig del desert, a 3.844 m d'alçada i a 72 km de La Paz.
Tiwanacu va ser una ciutat, possiblement capital, d'una civilització que hi va haver a la vall Pampa Koani, al sud-est del llac Titicaca. Se suposa que ja existia al segle v aC i que hauria perdurat més de 1.500 anys.
La civilització de Tiwanacu va destacar pels seus grans camps de conreu. Se suposa que podien abastir la població actual de Bolívia. També eren guerrers, i van arribar a conquerir totes les altres cultures del voltant del llac i de gran part de l'altiplà. Van fer intercanvis comercials amb unes altres regions: van arribar fins a la costa de Xile i les zones tropicals de la conca amazònica.
El segle xii, la civilització Tiwanacu va abandonar les ciutats. hi ha teories de terratrèmols, atacs d'unes altres cultures, i sequeres. Potser Tiwanacu va ser víctima d'un d'aquests desastres, però potser també hi va haver una revolució interna.
Actualment Tiwanacu és un reclam turístic per les restes arqueològiques. Diuen els experts que només se n'ha recuperat una petita part, i que el 80 % encara està sota terra.
Restes més destacades:
- Acapana. Piràmide de 15 m d'alçada i 152 de costat
- Porta del Sol. Monument de pedra
- Kalasasaya. Centre cerimonial
- Monòlit Bennett

## Societat
Si bé Tiwanaku es va fundar l'any 1.500 aC el gran període de construcció i expansió va ocórrer a partir del 45 dC. Aquesta fase va ser creada a través de les unitats de parentiu, que en aconseguir la societat un nivell estatal, va fer que l'estat s'expandís per a crear excedents que sustentessin a l'administració i a les elits.
La capital de Tiwanaku allotjava a més de 40.000 habitants, tenint almenys 4 ciutats petites o pobles que depenien d'ella. Aquests pobladors consumien patates i altres tubercles com també llames i aliments que provenien de menors altituds. A més de la ramaderia com a activitat principal, es destaca l'ús de les alpaques per a produir llana de gran qualitat en les teles i peces de vestir i l'ús de les llames com a animals de càrrega, la qual cosa feia afavorir el contacte amb els assentaments aliats.
La influència de Tiwanaku es va expandir des del segle vii, gràcies a diverses estratègies com la verticalitat, o organització territorial sobre la base de pisos ecològics. Tal sistema econòmic d'intercanvi de productes i mobilització de persones va implicar una verticalitat política, el control directe de l'activitat agrícola i una economia basada en la producció i intercanvi de béns de prestigi lligats al culte religiós.
La majoria de la població vivia en cases humils, la població rural vivia dispersa en els camps mitjançant cases edificades sobre monticles, mentre que l'aristocràcia tenien les seves residències en plataformes de majestuosos edificis. Aquesta elit governant exercia la seva poder i influència mitjançant aliances i colonitzacions promovent els nexes polítics i creant de Tiwanaku un sistema imperial, que va integrar a diversos grups ètnics i lingüístics fent estendre el seu poder en grans àrees de la zona andina per primera vegada.
Aquesta societat va ser una de les cultures andines més duradores, arribant fins al 1.100 dC aproximadament. S'estima que les causes de la fi d'aquesta civilització van ser una suma de factors. Davant la caiguda de l'imperi Huari en el segle x , Tiwanaku també va entrar en decadència, va haver-hi una greu crisi política i social, a causa de les males collites realitzades implicades per les sequeres del llac Titicaca. La pujada de nivell del llac Titicaca, fent desaparèixer les enormes zones de cultiu treballades en les terres pantanoses, els dipòsits salins que van dificultar l'agricultura irrigada que van portar com a conseqüència l'abandó simultani de la ciutat i les zones de l'interior que mai més es van tornar a ocupar. En el segle xii va tenir lloc una cruenta guerra civil, degut a la qual el col·lapse va ser inevitable i la regió de l'imperi de Tiwanaku va quedar fragmentat en estats regionals aimares entre els quals es destaquen el regne Colla, el regne Lupaca i el regne de Pacajes.

## Arquitectura

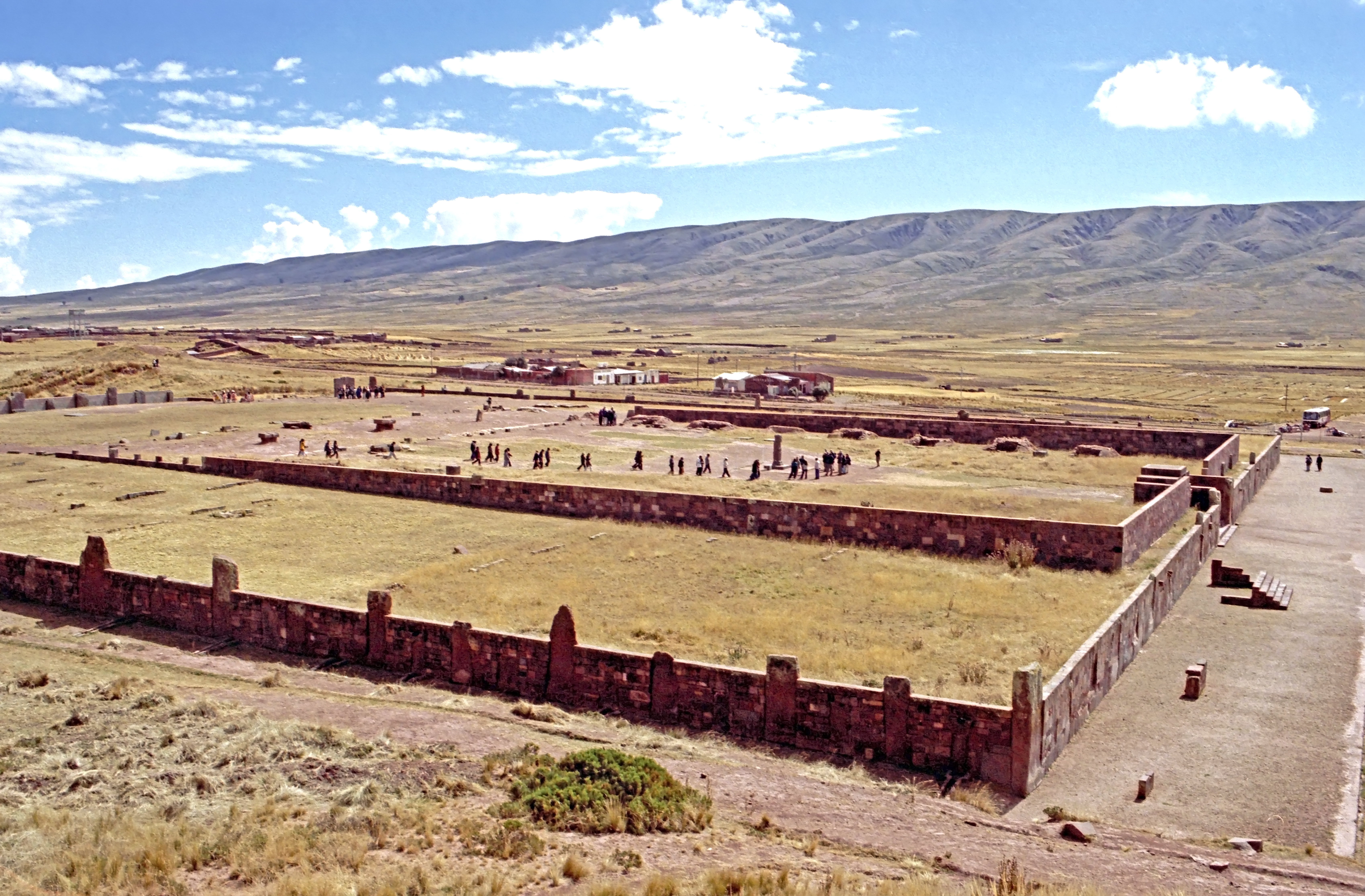
Vista parcial de Tiwanaku.

Constitueix la part més important de la cultura tiahuanacota i de la seva principal urbs. S'estén per una superfície de 600 hectàrees aproximadament. En aquesta ciutat s'aprecia la magnificència del que va ser la seva arquitectura; les diferents expressions artístiques i tecnològiques parlen per si mateixes del seu elevat grau de perfecció. Els grans temples tenen el cel per volta, els murs que tanquen els espais sagrats s'alcen en "taula-estacat", els segments de carreus s'adossen a gegantescos pilars reeixits amb un sol bloc de pedra. Acudint a la construcció de diverses terrasses escalonades es construeixen immenses piràmides. Tots els temples de l'urbs van ser orientats astronòmicament.
Destaquen impressionants estructures: Kalasasaya, Templet semisubterrani, Kantatayita, Piràmide d'Akapana, Pumapunku, Kerikala, i Putuni. El Museu Regional d'Arqueologia de Tiwanaku exhibeix part d'una important col·lecció obtinguda del mateix lloc, apreciant-se belles peces de ceràmica,lítiques, metàl·liques, artefactes fabricats en os, restes humanes, etc. que van ser rescatats a través de diferents excavacions científiques en l'àrea.

## Principals monuments

### Porta del Sol

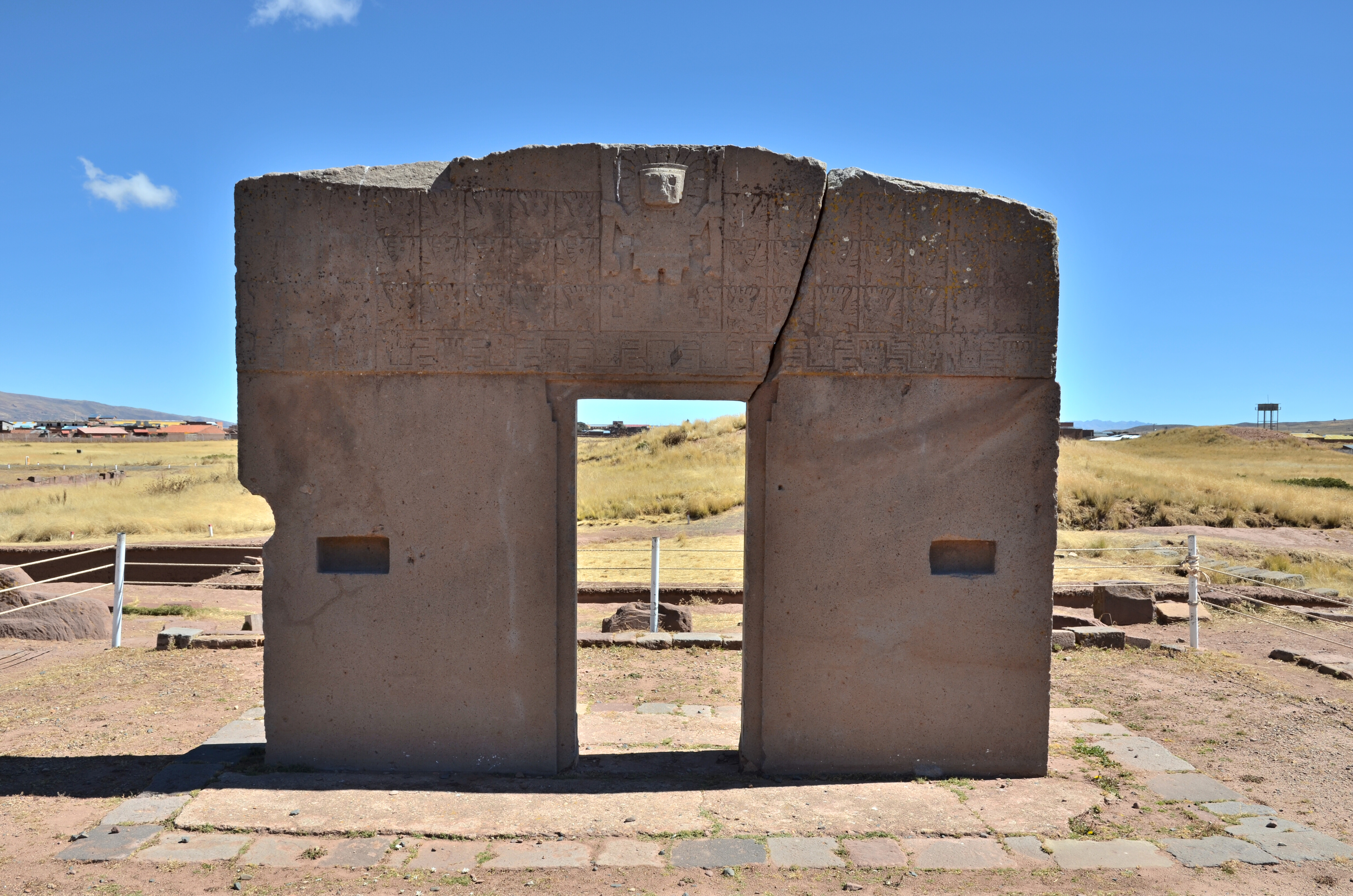
Vista posterior de la Porta del Sol.

La Porta del Sol és una escultura monolítica en pedra andesita que en el passat va formar part d'una altra estructura major, possiblement lligada a Kalasasaya o Akapana. Aquesta hipòtesi es basa en el seu disseny i estructura, a més de posseir orificis i baixants que fan pensar que encaixava en travessers; tot això sumat als entrants laterals fan suposar que aquesta escultura encaixava en algun temple o construcció més gran.
La Porta del Sol té 3 metres d'alt per 4 metres d'ample, amb un pes aproximadament de 10 tones.
En quan a la seva decoració, sobresurt la figura principal d'un personatge en relleu denominat "Senyor dels bàculs", al voltant d'aquest es troben 48 figures en baix relleu representant éssers alats i homes agenollats. També destaquen els "trompeters" sota els éssers alats; existeixen teories que afirmen que aquests trompeters marquen els moviments solars, per la qual cosa la porta del sol seria un calendari solar.

### Porta de la Lluna

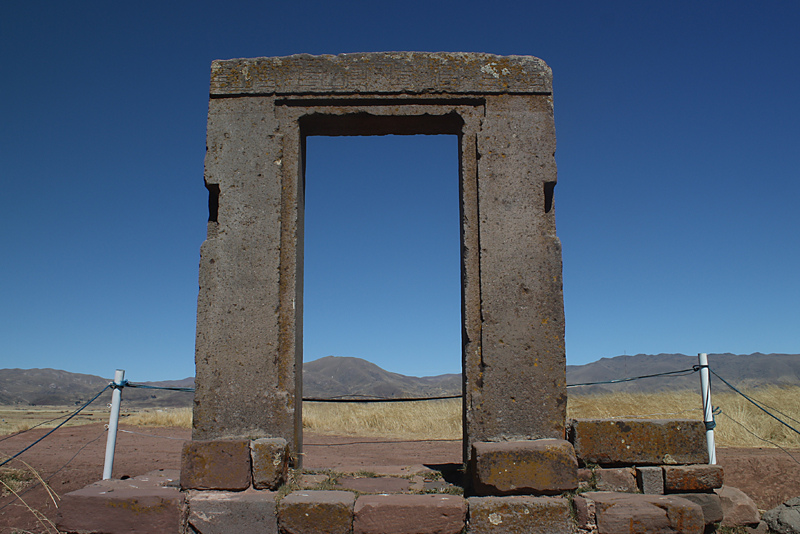
Porta de la Lluna.

La Porta de la Lluna és un monument de 2,23 metres d'alt i 23 de gruix. Es tracta d'un arc monolític en pedra andesita que presenta relleus. Els motius que presenta són zoomorfs similars als de la Porta del Sol, però amb cap de puma i boca de peix, i no caps d'ocells com en la portada del sol.
Pel que sembla, la Porta de la Lluna se situava a l'entrada del cementiri i va ser traslladada a la seva actual ubicació, en una elevació a prop al Putuni.
Està orientada segons els punts cardinals: així, tots els solsticis (el 21 de desembre i el 21 de juny) el Sol surt per la porta o per un dels extrems d'ella.

### Monòlit Ponce

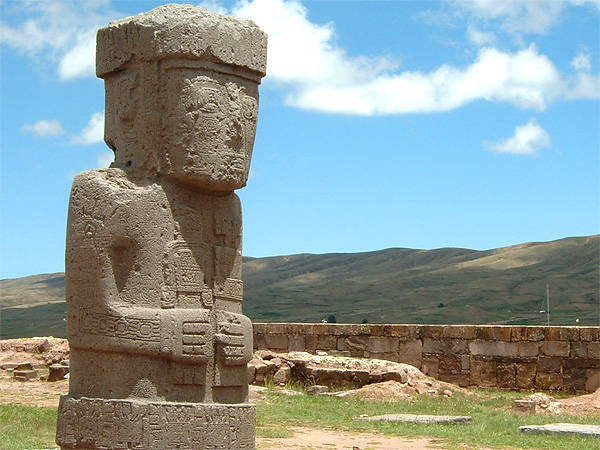
Detall del Monòlit Ponce.

El Monòlit Ponce és una escultura d'un sol bloc d'andesita que representa a un home en posició vertical i cobert per abundant iconografia en baix relleu. Deu el seu nom a l'arqueòleg bolivià Carlos Ponce Sanginés, qui ho desenterrés i descobrís que el monòlit tenia una creu tallada en l'espatlla dreta, per la qual cosa se sap que l'escultura va ser coneguda pels colonitzadors espanyols en el segle xvi , però deixada en l'oblit fins al seu descobriment el 1964.
L'escultura es troba a l'interior del temple de Kalasasaya, és antropomorfa i representa a un personatge dempeus; l'escultura destaca per l'abundant iconografia tallada en baix relleu.
L'estructura té 3 metres d'altura i el personatge va ser representat descalç, a més de portar un faldellí amb 5 bandes de les quals 4 estan adornades amb figures geomètriques. Els seus ulls són quadrats i el seu nas en forma de "T", amb orelles tallades enlaire relleu. Dels seus ulls baixen llàgrimes que acaben en un cap de peix. El personatge porta un capell del qual cauen unes cintes que acaben caps similars a la portada del sol.
Destaquen en el seu cos baixos relleus representant plomes, còndors i figures escalonades, i al seu torn porta un ceptre que acaba, per tots dos costats, un cap de peix (la Porta del Sol o de la Lluna).

### Monòlit Frare

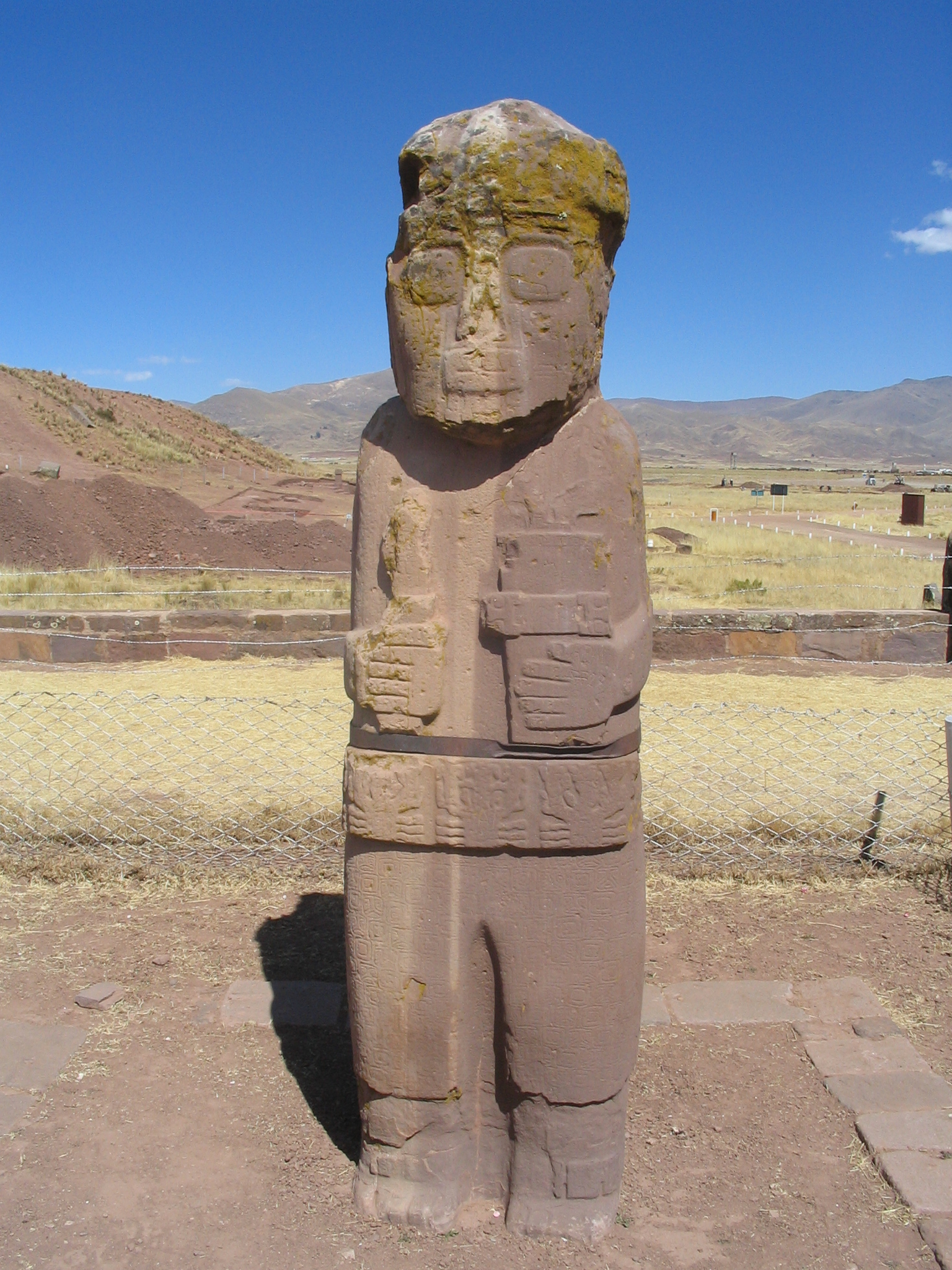
Monòlit Frare

El monòlit Frare és una escultura en arenisca reixada que representa a un personatge parat portant un bàcul i un k'ero, per aquesta raó se'l va denominar frare.
L'escultura té 3 metres d'altura i el personatge destaca per posseir un ventre inflat, rostre rectangular, ulls quadrats, una banda al cap i un cinturó amb plantes. Igual que el monòlit Ponce, també posseeix llàgrimes.
El grau de degradació de l'escultura és notori, per la qual cosa gran part de la seva iconografia es troba en perill degut al clima de la regió.

### Monòlit Bennett
El Monòlit Bennett, també conegut com a Estela o Monòlit Pachamama o Estela 10, és el monument més gran que ha estat trobat dins del Complex Arqueològic Monumental de Tiahuanaco, i va ser trobat a l'interior del Temple subterrani. Mesura 7,30 metres d'alt per 1,20 d'ample. Està tallat en un sol bloc de 18,5 tones de pes.

## Imatges de primeres excavacions arqueològiques

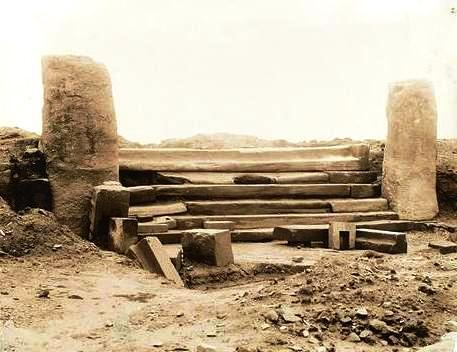
Escalinata de Kalasasaya (1903).
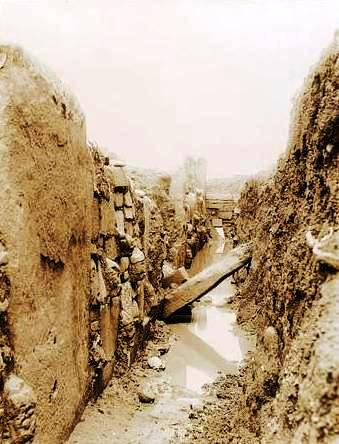
Temple semi-subterrani (1903).
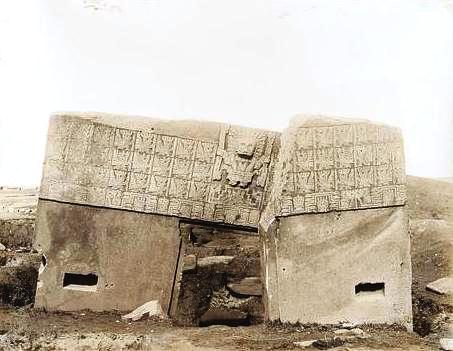
Porta del Sol (1903).
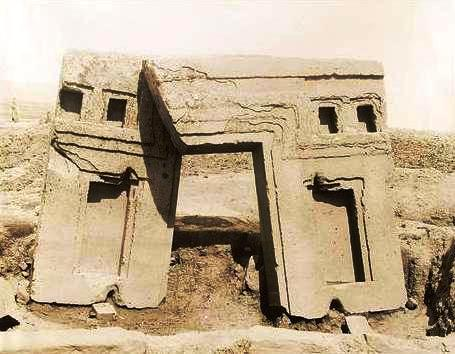
Vista posterior de la Porta del Sol.

## Patrimoni Cultural de la Humanitat
L'any 1999, el govern bolivià va postular perquè Tiwanaku fos declarat per part de l'Organització de les Nacions Unides per a l'Educació, la Ciència i la Cultura (UNESCO) com a Patrimoni Cultural de la Humanitat.
Els arguments del Viceministeri de Cultura de Bolívia van ser els següents:
1. És el símbol de la nacionalitat boliviana: Bolívia és l'hereu d'aquest imperi.
2. Té importància a Sud-amèrica: durant aproximadament 3.000 anys, va tenir gran importància en el desenvolupament cultural dels territoris del Perú, Xile, l'Argentina i Bolívia.
3. Té importància a nivell mundial: investigadors de tot el món descobreixen importants característiques de la cultura i societat de Tiwanaku, amb gran influència mundial.
4. Té importància turística: és una gran atracció per a Bolívia i el continent.
5. Contribució a la humanitat: una de les seves màximes contribucions va ser "la papa" i el seu sistema d'agricultura en camellons.
6. Estat actual de conservació: donada la seva importància urgeix la seva preservació i conservació.
7. Comparació amb altres llocs: com el de Teotihuacán.
8. Autenticitat de Tiwanaku: la seva autenticitat és única.
9. Perquè la societat boliviana ho demana: Tiwanaku és un testimoniatge vivent del mil·lenari origen de la Nació Aimara.

El 2 de desembre de 2000 la UNESCO va inscriure amb el nom de "Tiwanaku: centre espiritual i polític de la cultura Tiwanaku" a la llista de Patrimoni Cultural de la Humanitat, "per l'excepcional valor arqueològic i cultural que posseeixen les ruïnes lítiques de la ciutat de Tiwanaku, des d'on un grup humà va contribuir decisivament en la recerca i desenvolupament de tecnologies de construcció, agricultura, criança de bestiar, teixit de fibres vegetals i animals".
El 2019, el Ministeri de Cultures de Bolívia va presentar a la UNESCO un Pla Integral de Preservació i Conservació dels béns arqueològics i lítics del complex de Tiahuanaco amb l'objectiu de controlar, minimitzar danys, revertir efectes i prolongar l'esperança de vida de les estructures patrimonials.